# Kilomaître Production
Kilomaître Production est un label discographique français produisant des artistes sur la scène rap et RnB contemporain. Il est composé des producteurs Tefa et Masta.

## Histoire
Le collectif Kilomaître est constitué en 1993 pour produire la rappeuse Destinée, album qui n'est jamais publié.
À la fin des années 90, Tefa et le DJ Masta fondent Kilomaître Production et produisent l'album des 2 Bal 2 Neg, 3x plus efficace,.
En 2000, le label signe avec Eben, le groupe Tandem sur la compilation Mission Suicide.

## Discographie
De nombreux artistes ont été produits sous le label Kilomaître Production, tel Melissa M, Sniper, Diam's, Sinik, Bakar, Kery James, Stromae, Léa Castel, Tunisiano, Vald, Kool Shen, Rohff, Taïro, La Clinique,,,,.